# Marmara salictella
Marmara salictella är en fjärilsart som beskrevs av James Brackenridge Clemens 1863. Marmara salictella ingår i släktet Marmara och familjen styltmalar. Inga underarter finns listade i Catalogue of Life.